# Miyashita Masahiro
Masahiro Miyashita (sinh ngày 10 tháng 10 năm 1975) là một cầu thủ bóng đá người Nhật Bản.

## Sự nghiệp câu lạc bộ
Masahiro Miyashita đã từng chơi cho Omiya Ardija.